# Express Wieczorny
Express Wieczorny – dziennik popołudniowy założony przez Rafała Pragę, wydawany w latach 1946–1999.

## Historia
„Express Wieczorny” był wydawany w Warszawie. W okresie PRL należał do utworzonego w 1973 r. koncernu RSW „Prasa-Książka-Ruch” i był w tym czasie jedną z kilku gazet o zasięgu ogólnopolskim. Redakcja mieściła się w oficynie w Al. Jerozolimskich 125 i była bezpośrednio połączona z drukarnią na ul. Nowogrodzkiej, co umożliwiało maksymalne skrócenie procesu wydawniczego. W późnych latach 70. XX wieku redakcja przeniosła się do nowo wybudowanego obszernego gmachu pod tym samym adresem, położonego od strony ulicy, zajmując pierwsze dwa piętra. Sobotnie wydanie „Expressu” o nazwie „Kulisy” miało charakter publicystyczny (okresowo był to dodatek weekendowy). „Express” był uważany za najlepiej poinformowaną gazetę warszawską, która najszybciej reagowała na wydarzenia w mieście. Ostatnia, czwarta mutacja była rozwożona samochodami dostawczymi do kiosków w środkowej części miasta – przez wiele lat wczesnym popołudniem przed kioskami po „Express” ustawiały się kolejki (w założeniu gazeta miała prezentować najświeższe wiadomości dla tzw. „świata pracy”, czyli pracowników kończących wczesnym popołudniem pierwszą zmianę).
Do momentu powstania PZPR w 1948 gazeta należała do PPS.
W 1976 redakcja gazety została odznaczona Orderem Sztandaru Pracy II klasy.
Redaktorem naczelnym byli m.in. Zbigniew Sołuba i Leon Bielski. Na łamach dziennika rysunki zamieszczał Julian Żebrowski, a felietony pisał Stefan Wiechecki „Wiech”.
Od 1991 właścicielem gazety została utworzona wiosną 1990 Fundacja Prasowa „Solidarność”, oficyna prasowa Porozumienia Centrum. Transakcję o wartości 16 mld starych zł (obecne 1,6 mln zł) umożliwiło wsparcie finansowe udzielone przez Bank Przemysłowo-Handlowy, obejmowała ona także szereg nieruchomości powiązanych z działalnością tytułu. Na początku 1991 r. redaktorem naczelnym został wskazany przez nowego właściciela Krzysztof Czabański, który zaczął stopniowo realizować nową linię redakcyjną, która oprócz dotychczasowych informacji sensacyjnych miała położyć także duży nacisk na politykę. Nowa linia polityczna spowodowała konflikt z kolegium dziennikarskim, w efekcie większość dziennikarzy odeszła z redakcji i założyła gazetę „Express” (później „Super Express”).
Gazeta w tym okresie ściśle realizowała linię polityczną Porozumienia Centrum, tj. wspierała Lecha Wałęsę, promowała braci Kaczyńskich i agitowała za samą partią, tym intensywniej, im bliższe były wybory parlamentarne. W tym okresie nastąpiła też zmiana redaktora naczelnego, którym został Andrzej Urbański. Od 1 października gazeta zawierała codzienny dodatek „Express Wyborczy”.
Niezadowalający wynik wyborczy (8,8% głosów, piąte miejsce w wyborach) oraz lawinowy spadek liczby czytelników spowodowały, że zaraz po wyborach z dnia na dzień zrezygnowano z treści politycznych – później incydentalnie informowano jeszcze o polityce, m.in. pod koniec grudnia 1991 r. poinformowano o konflikcie partii z prezydentem Wałęsą, a na przełomie maja i czerwca 1992 r. ostro krytykowano rząd Jana Olszewskiego i wzywano do jego odejścia.
W lipcu 1993 r. „Express Wieczorny” został sprzedany za 25,9 mld starych zł (2,59 mln nowych zł) szwajcarskiej spółce Marquard Media, która wydawała tytuł do 1999 roku.

## Express
Express był porannym wydaniem Expressu Wieczornego. Ukazywał się od 10 października 1990 do 21 listopada 1991. Po przejęciu gazety przez Porozumienie Centrum następował proces uniezależniania się dziennika od popołudniówki, który doprowadził do powstania Super Expressu uznawanego za kontynuację dziennika

## Gazeta reklamowa
W 2004 tytuł został reaktywowany przez wydawnictwo Milenium Media i funkcjonuje jako bezpłatny dwutygodnik reklamowo-informacyjny rozprowadzany w Warszawie i okolicznych miejscowościach w nakładzie 20 tys. egzemplarzy. Redaktorem naczelnym jest Janusz Szostak.